# Кадамуро-Бентаиба, Лиассин
Лиасси́н Кадамуро́-Бентаи́ба (фр. Liassine Cadamuro-Bentaïba; 5 марта 1988, Тулуза) — французско-алжирский футболист, крайний защитник клуба «Истр». Выступал в национальной сборной Алжира.

## Клубная карьера
Воспитанник футбольных клубов Тулузы. В возрасте 15 лет Кадамуро присоединился к молодёжной системе клуба «Сошо», представляя в течение последующих трёх сезонов резервную команду.

### «Реал Сосьедад»
Летом 2008 года Лиассин переехал в Испанию, где подписал контракт с клубом «Реал Сосьедад». Следующие три года играл в дублирующем составе басков — команде «Реал Сосьедад Б», два года в третьем дивизионе, а один в четвёртом.
В основной состав его вызвали на игры сезона — 2011/12, сразу после прибытия в команду нового тренера Филиппа Монтанье. 10 сентября 2011 года состоялся дебют Кадамуро в Ла Лиге, когда ему пришлось заменить Хавьера Прието на 70-й минуте матча против «Барселоны». В сезоне 2011/12 он 19 раз выходил на поле в чемпионате страны на позиции левого защитника, в том числе десять раз отыграл все 90 минут матча. В следующем сезоне он получал гораздо меньше игровой практики.
В сезоне 2013/14 Кадамуро сыграл 4 матча в чемпионате Испании и 2 в Лиге чемпионов, а в зимнее трансферное окно был отдан в аренду в клуб испанской Сегунды «Мальорка».

## В сборной
7 января 2012 года тренер алжирской сборной предложил футболисту представлять интересы национальной сборной Алжира. На следующий день Лиассин в разговоре с прессой подтвердил, что его желанием всегда было представлять сборную своей страны в международных матчах, несмотря на то, что у него была возможность представлять интересы таких стран, как Франция и Италия.
10 февраля 2012 года было официально подтверждено на сайте «Реал Сосьедад», что Кадамуро официально внесён в список игроков, вызванных в сборную на отборочный матч Кубка африканских наций 2013. 29 февраля 2012 года состоялся его дебют в сборной Алжира в матче против Гамбии (2:1).
В составе сборной Кадамуро принимал участие в финальных турнирах Кубка африканских наций 2013 (сыграл 1 матч) и Чемпионата мира 2014 (ни разу не вышел на поле).
| Матчи за сборную Алжира | Матчи за сборную Алжира | Матчи за сборную Алжира | Матчи за сборную Алжира | Матчи за сборную Алжира | Матчи за сборную Алжира | Матчи за сборную Алжира      |
| ----------------------- | ----------------------- | ----------------------- | ----------------------- | ----------------------- | ----------------------- | ---------------------------- |
| №                       | Дата                    | Соперник                | Счёт                    | Минуты                  | Голы                    | Соревнование                 |
| 1                       | 29 февраля 2012         | Гамбия                  | 2:1                     | 75                      | 0                       | Отборочный матч КАН-2013     |
| 2                       | 9 сентября 2012         | Ливия                   | 1:0                     | 46                      | 0                       | Отборочный матч КАН-2013     |
| 3                       | 14 октября 2012         | Ливия                   | 2:0                     | 90                      | 0                       | Отборочный матч КАН-2013     |
| 4                       | 12 января 2013          | ЮАР                     | 0:0                     | 28                      | 0                       | Товарищеский матч            |
| 5                       | 22 января 2013          | Тунис                   | 0:1                     | 74                      | 0                       | Кубок африканских наций 2013 |
| 6                       | 5 марта 2014            | Словения                | 2:0                     | 90                      | 0                       | Товарищеский матч            |
| 7                       | 4 июня 2014             | Румыния                 | 2:1                     | 90                      | 0                       | Товарищеский матч            |

## Личная жизнь
Отец Лиассина — итальянец, а мать — алжирка. С июня 2016 года спортсмен женат на футболистке сборной Франции Луизе Несиб.

## Статистика
| Клуб             | Сезон            | Дивизион         | Лига  | Лига | Нац. кубки | Нац. кубки | Еврокубки | Еврокубки | Всего | Всего |
| Клуб             | Сезон            | Дивизион         | Матчи | Голы | Матчи      | Голы       | Матчи     | Голы      | Матчи | Голы  |
| ---------------- | ---------------- | ---------------- | ----- | ---- | ---------- | ---------- | --------- | --------- | ----- | ----- |
| Сошо II          | 2005/06          | CFA (IV)         | 2     | 0    | -          | -          | -         | -         | 2     | 0     |
| Сошо II          | 2006/07          | CFA (IV)         | 2     | 0    | -          | -          | -         | -         | 2     | 0     |
| Сошо II          | 2007/08          | CFA (IV)         | 14    | 0    | -          | -          | -         | -         | 14    | 0     |
| Сошо II          | Всего            | Всего            | 18    | 0    | 0          | 0          | 0         | 0         | 18    | 0     |
| Реал Сосьедад Б  | 2008/09          | Сег. Б (III)     | 27    | 0    | 0          | 0          | 0         | 0         | 27    | 0     |
| Реал Сосьедад Б  | 2009/10          | Терс. (IV)       | 29    | 1    | 0          | 0          | 0         | 0         | 29    | 1     |
| Реал Сосьедад Б  | 2010/11          | Сег. Б (III)     | 24    | 2    | 0          | 0          | 0         | 0         | 24    | 2     |
| Реал Сосьедад Б  | Всего            | Всего            | 80    | 3    | 0          | 0          | 0         | 0         | 80    | 3     |
| Реал Сосьедад    | 2011/12          | Ла Лига (I)      | 19    | 0    | 2          | 0          | 0         | 0         | 21    | 0     |
| Реал Сосьедад    | 2012/13          | Ла Лига (I)      | 4     | 0    | 0          | 0          | 0         | 0         | 4     | 0     |
| Реал Сосьедад    | 2013/14          | Ла Лига (I)      | 4     | 0    | 2          | 0          | 2         | 0         | 8     | 0     |
| Реал Сосьедад    | Всего            | Всего            | 27    | 0    | 4          | 0          | 2         | 0         | 33    | 0     |
| Мальорка         | 2013/14          | Сег. (II)        | 8     | 0    | 0          | 0          | 0         | 0         | 8     | 0     |
| Всего за карьеру | Всего за карьеру | Всего за карьеру | 133   | 3    | 4          | 0          | 2         | 0         | 139   | 3     |